# Tienshanosaurus chitaiensis
Tienshanosaurus chitaiensis es la única especie conocida del género extinto  Tienshanosaurus  (“lagarto de la montaña celestial”) de dinosaurio saurópodo camarasáurido, que vivió a finales del período Jurásico, hace aproximadamente 156 millones de años, en el Oxfordiense de Asia. Encontrado en la Formación Shishugou, en Xinjiang, China y descrito por Yang Zhongjian en 1937
Conocido a partir de un esqueleto postcraneal, es un saurópodo pequeño, de solo alrededor de 12 metros de largo. Se encontraron series de vértebras de todos los segmentos del cuerpo, cintura pectoral, húmero, cadera y parte del miembro posterior. Las vértebras del cuello son relativamente cortas y los dibujos sugieren que poseía una espina neural bífida, que podría ser amplia al extenderse más allá del centro vertebral. El húmero es relativamente delgado recordando al del Camarasaurus. Las relaciones del Tienshanosaurus eran inciertas hasta que en 2011 un estudio reveló que pertenecía a Mamenchisauridae.
El 11 de septiembre de 1928 , el profesor de geología chino Yuan Fu, "PL Yüan", descubrió en Xinjiang los restos de una treintena de saurópodos adultos y tres juveniles, durante las semanas siguientes. Los hallazgos, incluido un huevo fosilizado, se enviaron a Beijing, donde finalmente se convirtieron en parte de la colección del Instituto de Paleontología y Paleoantropología de Vertebrados. En 1937 , el paleontólogo Yang Zhongjian, "CC Young", nombró a la especie tipo Tienshanosaurus chitaiensis. El nombre genérico, sugerido por Yuan, proviene de la combinación de las palabras chinas tian "cielo" + shan "montaña" y del griegas saurus "lagarto".
El holotipo, IVPP AS 40002-3, fue encontrado cerca de Paikushan, Luanshantze, en arenisca de la Formación Shishugou que data del Oxfordiense. Se compone de elementos del postcrania . Se conoce una parte considerable del esqueleto pero no del cráneo ni de los maxilares inferiores. La longitud del cuerpo se ha estimado en 12 metros. En 1991 , Ralph Molnar cambió el nombre de Euhelopus zdanskyi a Tienshanosaurus zdanskyi, a pesar de que la especie tiene prioridad sobre T. chitaiensis, hecho posible por el hecho de que Euhelopus es un cambio de nombre del anterior Helopus . Mientras tanto, Valérie Martin-Rolland cambió el nombre de T. chitaiensis a Euhelopus chitaiensis.
Debido a la naturaleza fragmentaria del material y una descripción limitada, no ha sido fácil establecer las afinidades de Tienshanosaurus. Originalmente clasificado en Helopodinae, se ha asignado a muchos grupos, entre ellos Astrodontidae, Euhelopodidae, Brachiosauridae y Camarasauridae, pero el consenso en 2011 ha sido asignar Tienshanosaurus a Mamenchisauridae.